# The Alternate Express
The Alternate Express ist ein Jazzalbum des Art Ensemble of Chicago. Die im Januar 1989 in den CRC Studios, Chicago, entstandenen Aufnahmen erschienen 1989 auf DIW Records.

## Hintergrund
Angesichts der Beteiligung ihrer Mitglieder an einzelnen Projekten könne es unvermeidlich gewesen sein, dass die späteren Alben des Art Ensemble of Chicago etwas von einem Sammelsurium an sich hatten, meinte Brian Olewnick. Lester Bowie nahm in dieser Zeit unter eigenem Namen Alben wie The Great Pretender auf und gründete schließlich die Brass Fantasy, Roscoe Mitchell beschäftige sich mit Projekten wie The Sound Ensemble, Malachi Favors war Sideman bei Kahil El’Zabars The Ritual und Dennis González, und auch Don Moye verfolgte Soloprojekte wie The African Tapes. Joseph Jarman wiederum nahm außerhalb des Art Ensemble nur gelegentlich auf und sollte vier Jahre später die Gruppe verlassen.

## Titelliste
- Art Ensemble of Chicago: The Alternate Express (DIW-8033)[3]

1. Whatever Happens (Lester Bowie) 9:59
2. And There Was Peace (Roscoe Mitchell) 5:28
3. Imaginary Situations (Art Ensemble of Chicago) 9:28
4. Kush (Don Moye, Malachi Favors) 21:40
5. The Alternate Express (Roscoe Mitchell) 4:25

## Rezeption
Auch wenn die Gruppe immer eine Reihe von „Songtypen“ hatte, die ihre Alben und Live-Auftritte ausmachten, verlief der Zusammenfluss dieser Typen zu Beginn ihrer Karriere eher natürlich, schrieb Brian Olewnick, der dem Album in Allmusic drei Sterne verlieh. Bei Alben wie The Alternate Express würde sich ein Gefühl der „Wundertüte“ etwas unangenehm bemerkbar machen. In diesem Fall gebe es einen stimmungsvollen Blues von Lester Bowie, ein düsteres Klagelied von Roscoe Mitchell, das in seiner sanften Dunkelheit sehr an einige frühere Kompositionen von Anthony Braxton erinnere, und die obligatorische kollektive Improvisation mit Schlagzeug und „kleinen Instrumenten“. Nicht, dass dies schlechte oder langweilige Auftritte wären, so Olewnick. Die Gruppe spiele mit ihrem gewohnten Können, erreiche jedoch nur gelegentlich das Maß an Spannung und Inspiration, das auf Aufnahmen aus den späten 1960er- und frühen 1970er-Jahren zum Ausdruck komme. Dies trete am deutlichsten in dem langen Stück „Kush“ von Don Moye/Malachi Favours zutage, das durch treibende perkussive Rhythmen eingeleitet und durch starke Soli, insbesondere von Mitchell, vorangetrieben wird. Aber es würde der Sinn für ein organisches Konzept hinter dem Album fehlen; man habe eher das Gefühl, eine vertragliche Verpflichtung zu erfüllen, als den starken Wunsch, ein neues Werk zu schaffen.
Hingegen verliehen Richard Cook und Brian Morton in ihrem The Penguin Guide to Jazz dem Album die höchste Bewertung; ihrer Ansicht nach sei dies eine bemerkenswerte Aufnahme aus einer Zeit, als es schien, als seien die Kräfte des Ensembles so gut wie erschöpft. Das riesige, tosende „Kush“ lasse die Wildheit ihrer besten Improvisationen wieder aufleben, „Imaginary Situations“ sei ein gespenstischer kollektiver Entwurf; und „Whatever Happens“ würde Bowie in seiner melancholischsten Form einfangen, während Mitchells Titelstück eine schöne Hommage an den Überlebensgeist der Gruppe darstelle. Die sei ein wertvolles und willkommenes Dokument, das man als Comeback der Gruppe bezeichnen könnte.
Ian Carr hob das Album im Rough Guide Jazz in seiner Auswahldiskographie hervor und meinte, es sei eins der vitalsten Alben dieser Phase, hier würden Gefühl, Energie und Imagination zusammenkommen, so fokussiert spiele die Gruppe hier, und die Musik reiche von brodelnden Kollektiv[improvisation]en bis zu kargen impressionistischen Passagen, in denen selbst die Stille ächze.